# Shayne Toporowski
Shayne Angelo Toporowski (* 6. August 1975 in Paddockwood, Saskatchewan) ist ein ehemaliger kanadischer Eishockeyspieler und derzeitiger -trainer, der während seiner Zeit als Profi unter anderem drei Spiele für die Toronto Maple Leafs in der National Hockey League absolviert hat.

## Karriere
Toporowski wurde im NHL Entry Draft 1993 in der zweiten Runde an 42. Position von den Los Angeles Kings gedraftet. Daraufhin spielte er jedoch weiter in der Western Hockey League für die Prince Albert Raiders. Im Oktober 1994 wurde er von den Kings, zusammen mit Guy Leveque, Dixon Ward und Kelly Fairchild, zu den Toronto Maple Leafs transferiert. Dafür kamen von den Leafs Éric Lacroix und Chris Snell, dazu ein Viertrunden-Wahlrecht für den NHL Entry Draft 1996. Die folgenden zwei Saisons verbrachte Toporowski für das Farmteam, die St. John’s Maple Leafs in der American Hockey League. Zur Saison 1996/97 wurde er für drei Partien zu Toronto in die NHL berufen, sodass er im Alter von 21 Jahren sein Debüt in dieser geben konnte.
Nach dieser Saison unterzeichnete er einen Zweijahresvertrag bei den St. Louis Blues, spielte aber nur für deren Farmteam, die Worcester IceCats in der AHL. Das folgende Jahr unterschrieb er bei den Phoenix Coyotes, konnte sich aber wiederum nicht durchsetzen. So spielte er erneut ausschließlich fürs Farmteam, in diesem Falle für die Springfield Falcons.
Von 2000 bis 2012, spielte er in verschiedenen europäischen Ligen. Seine letzte Saison verbrachte er bei den Quad City Mallards in der Central Hockey League, ehe er seinen Rücktritt bekannt gab.
Nach seinem Rücktritt amtete Toporowski erst als Assistenztrainer der Holy Cross Crusaders in der ersten Division der Atlantic Hockey Association. Seit 2014 ist er Headcoach des Eishockeyteams der Massachusetts University in der dritten Division.

## Karrierestatistik
(Legende zur Spielerstatistik: Sp oder GP = absolvierte Spiele; T oder G = erzielte Tore; V oder A = erzielte Assists; Pkt oder Pts = erzielte Scorerpunkte; SM oder PIM = erhaltene Strafminuten; +/− = Plus/Minus-Bilanz; PP = erzielte Überzahltore; SH = erzielte Unterzahltore; GW = erzielte Siegtore; 1 Play-downs/Relegation; Kursiv: Statistik nicht vollständig)